# Martin Vith Ankerstjerne
Martin Vith Ankerstjerne var særlig rådgiver (spindoktor) for miljøminister Karen Ellemann. 
Martin Vith Ankerstjerne var landssekretær for Venstres Ungdom 1992–1995. I perioden 1994 til 1997 var han student for folketingsmedlemmerne Lars Løkke Rasmussen og Ulla Tørnæs og senere konsulent i Politisk Økonomisk Sekretariat under Venstres Folketingsgruppe 1997–1999. 
Fra 1999 til 2001 var han først konsulent og siden direktør i Farum Kommune. Fra 2001 arbejdede han et år som selvstændig kommunikationskonsulent og blev derefter politisk sekretær i Venstres Landsorganisation indtil 2007, hvor han var ansvarlig for Venstres valgkampagner.
I 2007 blev Martin Vith Ankerstjerne ansat som seniorkonsulent og analysechef i firmaet Radius Kommunikation A/S.
I 2009 blev han først særlig rådgiver i Indenrigs- og Socialministeriet og derefter i 2010 i Miljøministeriet.
Martin Vith Ankerstjerne arbejder i dag (2024) som direktør i kommunikationsvirksomheden Decisions, hvor han rådgiver om politik og kommunikation.
Martin Vith Ankerstjerne er uddannet cand.polit. fra Københavns Universitet fra 1997 og tog en Master i Professionel Kommunikation fra Roskilde Universitet i 2006. 

## Henvisning
1. 1 2 3  "Martin Vith Ankerstjerne (LinkedIn)".
2. ↑  "Martin Vith Ankerstjerne ansat i Radius Kommunikation A/S". 18. juni 2007.{{cite web}}:  CS1-vedligeholdelse: url-status (link)